# لسلی دیوید بیکر
لسلی دیوید بیکر (انگلیسی: Leslie David Baker؛ زادهٔ ۱۹ فوریهٔ ۱۹۵۸) بازیگر آمریکایی است. او برای بازی کردن نقش فروشنده بدخلق، استنلی هادسون در مجموعه تلویزیونی اداره برای نُه فصل (از ۲۰۰۵ تا ۲۰۱۳) شناخته شده‌است.او در فیلم جک‌پات! بازی کرده است.

## ابتدای زندگی
بیکر در ۱۹ فوریه ۱۹۵۸ در شیکاگو، ایلینوی پا به جهان گشود. او یک بی‌اس از طرف دانشگاه لویولا شیکاگو برای روان‌شناسی دارد. او در آموزش استثنائی فعال بود و در آفیس‌مکس مشغول کارگری بود.

## فعالیت بازیگری

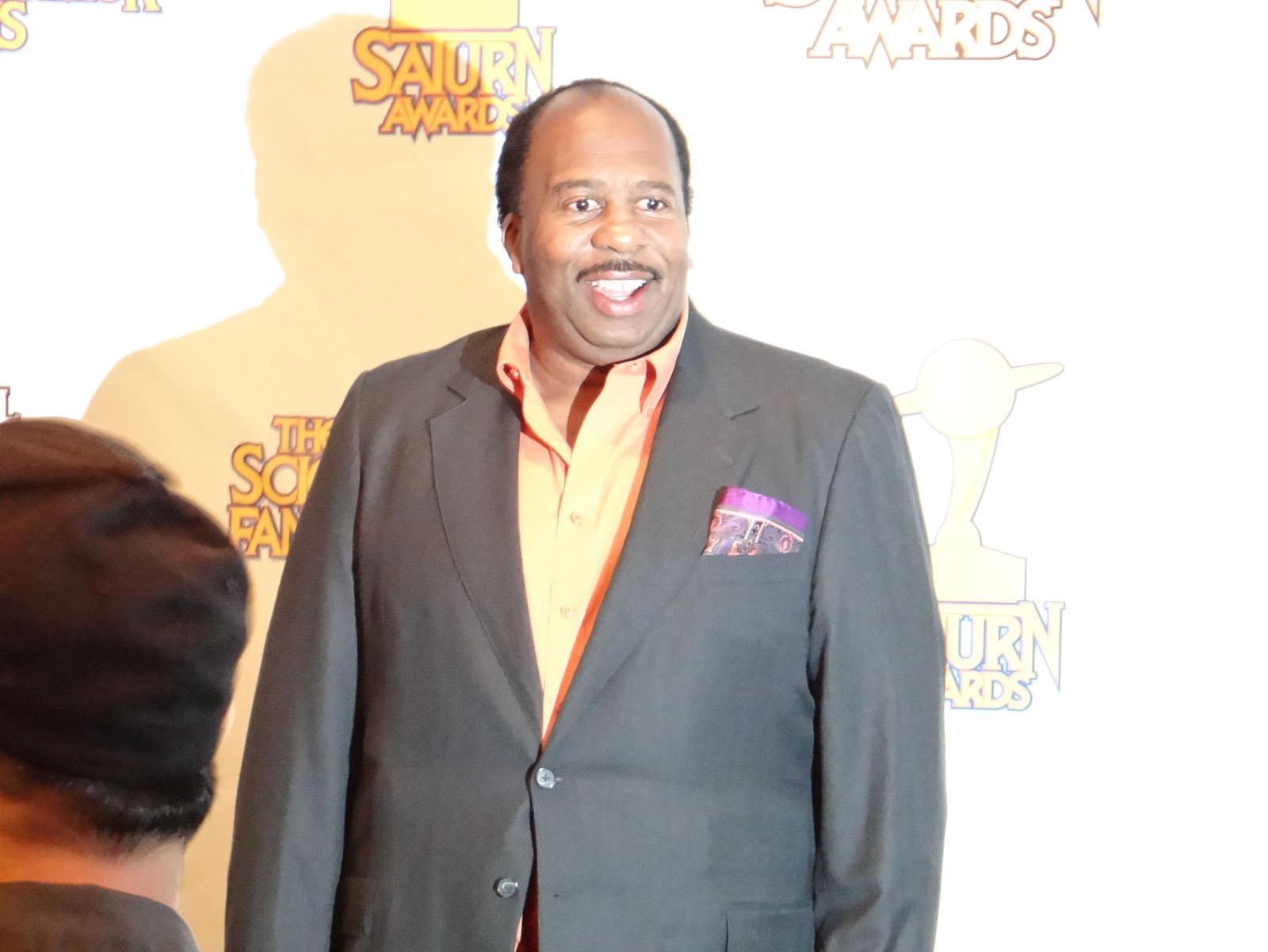
سی و هشتمین جوایز سالانه زحل - لزلی دیوید بیکر با نام مستعار استنلی از دفتر

بیکر در انتهای دهه ۱۹۹۰ به لس آنجلس، کالیفرنیا کوچید. 

### اداره
بیکر هنگامی که برای گروه بازیگری اداره فراخوانده شد یک آزمایش هنرپیشه‌ای دیگر داشت. در راه رفتن به آزمایش اداره، او در ترافیک گیر کرد و تهیه‌کنندگان فکر کردند او در دستشویی است و از او برای شکیبایی و بردباری تشکر کردند. او سپس گفت «در آن زمان من عرق کرده بودم، لباس‌هایم ژولیده شده بود و گیج شده بودم»، «شخصیت استنلی هادسون با وضعی که آن روز داشتم یکی بود. دو هقته بعد، تماسی دریافت کردم که گفتند: تو پایلوت را گرفتی.»
شخصیت بیکر در اداره، استنلی هادسون، یک نماینده فروش در شرکت کاغذسازی تخیلی داندر میفلین است که معمولا به عنوان یک شخصیت مردم‌ستیز سرکش و بداخلاق نشان داده می‌شود. گفته شده است که نقش‌آفرینی او در مجموعه «برجسته» است و «صدای یکنواخت و رفتار آرام او، به خوبی در برابر ماهیت خارج از دیوار بسیاری از شخصیت‌های دیگر بازی می‌کند.» «آیا واضح بودم؟» در فصل چهارم بر شخصیت بیکر تمرکز دارد. همراه دیگر بازیگران مکمل مجموعه، برخی از صحنه‌های به یاد ماندنی بیکر در این قسمت بودند. در قسمت استیرمگادون در فصل نهم، بیکر شخصیت یک استنلی آرام و نرم را بازی کرد که برای استنلی نادر است. در پایان مجموعه، شخصیت استنلی می‌گوید از اینکه بازنشستگی خود را در فلوریدا می‌گذراند راضی است.
او بخشی از گروه بازیگران اداره بود که جوایز انجمن بازیگران فیلم در رده‌بندی نقش‌آفرینی برجسته توسط یک گروه بازیگران در یک مجموعه کمدی را در سال‌های ۲۰۰۷ و ۲۰۰۸ بردند.